# Rougeotiana cessaria
Rougeotiana cessaria là một loài bướm đêm trong họ Noctuidae.